# Lanvéoc
Lanvéoc (en bretó Lañveog) és un municipi francès, situat a la regió de Bretanya, al departament de Finisterre. L'any 2006 tenia 2.229 habitants.

## Demografia
| 1962                                       | 1968  | 1975  | 1982  | 1990  | 1999  |
| ------------------------------------------ | ----- | ----- | ----- | ----- | ----- |
| 1.570                                      | 1.964 | 1.957 | 1.945 | 1.857 | 1.876 |
| Des de 1962: població sense dobles comptes |       |       |       |       |       |

## Administració
| Període   | Identitat      | Partit |
| --------- | -------------- | ------ |
| 2001-2008 | Michel Le Roux |        |
| 2008-     | Louis Ramoné   |        |